# 莫斯布拉夫 (路易斯安那州)
莫斯布拉夫（英語：Moss Bluff）是位於美國路易斯安那州卡爾克蘇堂區的一個普查規定居民點。

## 人口
根據2020年美國人口普查的數據，莫斯布拉夫的面積為41.22平方千米，當中陸地面積為39.44平方千米，而水域面積為1.78平方千米。當地共有人口12522人，而人口密度為每平方千米303.78人。